# Sankt Georgen am Walde
Sankt Georgen am Walde är en ort och kommun  i Österrike. Den ligger i distriktet Perg i förbundslandet Oberösterreich, 110 kilometer väster om huvudstaden Wien. 
Kommunen består av nio orter (Ortschaften) (inom parentes invånarantal 1 januari 2024):

- Ebenedt (202)
- Großerlau (41)
- Haruckstein (98)
- Henndorf (94)
- Linden (403)
- Ober St. Georgen (194)
- Ottenschlag (218)
- Unter St. Georgen (145)
- St. Georgen am Walde (564)